# Texture08
『Texture08』は、Koji Nakamura/Nyantoraのアルバム。2016年にMeltintoより発売された。

## 解説
SUPERCARのフロントマンである中村弘二がKoji Nakamura/Nyantora両名義で制作しているCD-Rシリーズ「Texture」の第8弾。
中村のオンラインショップ「Meltinto」や、ライブ会場で販売されている。
ジャケットのスタンプの色は赤、色紙は青。
2018年10月26日に収録曲全ての曲名が発表された。

## 収録曲
1. Dawn
2. Chariot
3. Video Tape Loop1
Texture Web2にも収録された。
4. Ethos
PVがYouTubeで公開されている。
5. Deadbeat α
Texture06の「Deadbeat β」同様、iPadアプリの『d(- -)b』で制作した楽曲。
6. You
アルバム発売前にSoundCloudで期間限定で無料公開されていた。
7. Session2015A
8. Progress
9. Ending Is Beginning
音源がSoundCloudで公開されている。「Texture Web」にも収録された。
10. Video Tape Loop2

全作曲・編曲：中村弘二